# Armuña de Almanzora
Armuña de Almanzora este o municipalitate din provincia Almería, Andaluzia, Spania, cu o populație de 327 locuitori.